# KO Водолея
KO Водолея (лат. KO Aquarii), HD 210314 — одиночная переменная звезда в созвездии Водолея на расстоянии приблизительно 2640 световых лет (около 809 парсеков) от Солнца. Видимая звёздная величина звезды — от +8,86m до +8,51m.

## Характеристики
KO Водолея — красный гигант, пульсирующая медленная неправильная переменная звезда (LB) спектрального класса M0 или M2/3III. Эффективная температура — около 3766 К.